# شهرستان بارجال
شهرستان بارجال (به عربی: مقاطعة بارجال) یک منطقهٔ مسکونی در سومالی است که در باری (سومالی) واقع شده‌است.